# Molophilus horakae
Molophilus horakae är en tvåvingeart som beskrevs av Günther Theischinger 1994. Molophilus horakae ingår i släktet Molophilus och familjen småharkrankar. Inga underarter finns listade i Catalogue of Life.